# Spongosorites flavens
Spongosorites flavens är en svampdjursart som beskrevs av Gustavo Pulitzer-Finali 1983. Spongosorites flavens ingår i släktet Spongosorites och familjen Halichondriidae. Inga underarter finns listade i Catalogue of Life.